# Cacciaguida
Cacciaguida degli Elisei (Florència, vers 1091-Palestina, vers 1148) va ser un croat florentí, rebesavi de Dante Alighieri.
Se sap que nasqué a Florència i és mencionat en documents posteriors datats de 1189 i 1201. La resta de la informació coneguda de Cacciaguda prové a través del seu descendent Dant, que el fa aparèixer al Paradís a la seva Divina Comèdia.
A la Comèdia, Dant es troba a Cacciaguda al cinquè cel, on es troben les ànimes dels difunts que van combatre a favor de Déu (càntics XV-XVII).